# Faktorová analýza
Faktorová analýza je statistická metoda, sloužící k tomu, aby vysvětlila rozptyl pozorovaných proměnných pomocí menšího počtu latentních proměnných – tzv. faktorů. Smyslem je tedy měřit něco, co není měřitelné přímo. Poprvé se objevila v psychologii (Charles Spearman ji použil pro testy inteligence), ale našla široké využití v sociologii, marketingu a dalších oblastech.
Dnes existují dva hlavní přístupy: tzv. explorační faktorová analýza (EFA), která se snaží jednotlivé faktory identifikovat (a zpravidla předpokládá, že každá pozorovaná proměnná je „sycena“ každým extrahovaným faktorem), a konfirmační faktorová analýza (CFA), která na model klade určité restrikce (např. omezuje, které položky jsou sycené kterými faktory). Konfirmační faktorová analýza je proto jednodušší variantou tzv. strukturního modelování (SEM). Explorační faktorová analýza je podobná analýze hlavních komponent (PCA).

## Princip explorační faktorové analýzy
Faktorová analýza se snaží popsat každou pozorovanou proměnnou jako lineární kombinaci vlivů jednotlivých faktorů za využití maticových operací (zpravidla) korelační nebo variančně-kovarianční matice. Počet použitých faktorů může být různý; čím více faktorů je extrahováno, tím větší procento rozptylu proměnných je vysvětleno. Na druhou stranu smyslem faktorové analýzy je nalézt pokud možno co nejmenší přijatelný počet faktorů. Proto je třeba počet hledaných faktorů určovat podle konkrétních dat. Můžeme použít teoretický předpoklad na základě znalosti oblasti zkoumání, nebo některou metodu pro identifikaci počtu faktorů (Kaiserovo pravidlo, analýzu scree plotu, Hornovu paralelní analýzu a řadu dalších). Ze zjištěných faktorů lze vytvořit nové proměnné a dále s nimi statisticky pracovat.
Předpokladem použití faktorové analýzy jsou normálně rozdělené spojité proměnné. Nesplnění tohoto předpokladu může v různé míře ovlivnit výsledky EFA; na druhou stranu, dnes již existují postupy pro ordinální data, která využívají např. tetrachorické či polychorické korelace.

## Příklad použití
Příkladem využití faktorové analýzy v sociologických výzkumech je měření politické orientace. Respondenti odpovídají na větší počet otázek týkajících se jejich názorů na různé problémy, například: daně, zásahy státu do ekonomiky, poplatky ve zdravotnictví, školné, registrované partnerství, legalizace drog, eutanazie, potraty. U každé otázky odpoví na určité škále mezi souhlasem a nesouhlasem a výsledkem je v tomto případě osm proměnných s různým rozptylem odpovědí. Po provedení faktorové analýzy pravděpodobně získáme dva faktory, z nichž jeden bude ve větší míře vysvětlovat první čtyři proměnné a druhý zbylé čtyři. Tyto faktory pak vzhledem k pokládaným otázkám můžeme pojmenovat například pravo–levá a konzervativní×liberální politická orientace.